# Capitol Records Building
Il Capitol Records Building (noto anche come Capitol Records Tower) è un edificio disegnato dall'architetto Welton Becket di altezza di 13 piani situato ad Hollywood in prossimità dell'incrocio tra Vine Street e Hollywood Boulevard. La costruzione dell'edificio iniziò nel 1955 dopo che la Capitol Records fu acquisita dall'EMI e ospita da allora al suo interno parecchi studi di registrazione.
L'edificio ha un corpo circolare e, secondo molti, la sua struttura ricorda una serie di 45 giri impilati l'uno sopra l'altro, anche se pare che non sia stato un effetto intenzionale progettato dagli architetti. In cima all'edificio è posizionata un'antenna e una luce che lampeggia formando la parola "Hollywood" in codice Morse.
La struttura fu venduta nel 2006 dalla EMI ad un fondo di investimento immobiliare.